# Carolus Lundius
Carolus Lundius, även Carl Lundius, född 8 april 1638 i Jönköping, död 22 februari 1715 i Uppsala, var en svensk universitetslärare och rättslärd. Lundius undervisade i Uppsala i 40 år och har blivit känd för rättshistoriskt författarskap i nationalromantisk anda, med inslag av rena falsarier, och för energiskt stöd för det karolinska enväldet.

## Biografi
Carolus Lundius var son till Carl Hansson Lundius (1600-efter 1667), assessor vid Göta hovrätt, och Vendela Larsdotter Laelia, som var dotter till professorn och kunglige sekreteraren Laurentius Johannis Lælius och Vendela Berendsdotter.
Lundius studerade vid gymnasiet i Linköping från augusti 1654, blev inskriven som student vid Uppsala universitet i januari 1657, där han 1662 tog juris licentiatexamen. Han studerade därefter vid universitet i Tyskland, Frankrike och Nederländerna under perioden 1662–1666. Efter hemkomsten från utlandet utnämndes han 1666 till adjunkt vid juridiska fakulteten i Uppsala samt 1674 till extra ordinarie och 1677 till ordinarie professor i romersk rätt, men förflyttades följande år till professuren i svensk rätt. Mellan åren 1675 och 1683 var han även vice lagman i Uppland.
Lundius gjorde sig tidigt känd i universitetskretsar. Kort efter sin licentiatexamen fick Lundius anbud på en professur i Åbo och samtidigt med adjunktsutnämningen hade han fått motsvarande erbjudanden från Lund och Dorpat, men vid alla tre tillfällena hade han svarat och avböjt. Hos sina samtida och den närmast efterföljande tiden gällde han som en auktoritet av första rangen på rättsvetenskapens område. Han hade också ett allmänt gott anseende, inte minst grundat på hans stora hus, där de adliga familjerna tävlade att få sina barn inackorderade.
Lundius var gift med Gertrud Thomasdotter Lohrman, dotter till Thomas Lårman och svägerska till Olof Rudbeck d.ä. En dotter var gift med Johan Esberg, och en annan, Sophia Catharina Lundia, med Piteås präst, Daniel Solander (1669–1738), med vilken hon blev mor till professorn i juridik Daniel Solander och riksdagsmannen Carl Solander, samt farmor till Daniel Solander. Hans son Johan (1671–1724) var assessor och adlades Lillienadler.

## Rudbeckianska idéer och senare kritik mot Lundius vetenskapliga arbeten
Lundius var en man med omfattande lärdom och god tankeförmånga, som var energisk och hade stor arbetsförmåga. Eftervärlden har dock varit mycket kritisk mot hans arbeten, särskilt hans undersökningar av de äldre lagarna. detta berodde på att tycks ha saknat den kritiska blick och den noggrannhet som krävdes för forskning av bestående värde, utan i stort sett enbart var fabler i akademisk språkdräkt. Detta berodde på han var samtida och vän med Olof Rudbeck d.ä., och helt gått upp i Rubecks historisk-romantiska idéer om att Sverige som det försvunna Atlantis, och därmed folkens vagga och bildningens äldsta härd. Lundius var alltså anhängare av läran om svears och götars släktskap med goterna och de ännu äldre geterna, som ansågs vara goternas förfäder.
Hans klassiska bildning, som prisades av biografen Fabian Törner, och som även märktes på hans kännedom om antikens skrifter, användes därför oftast för att i rudbeckiansk anda stödja satserna om den svenska kulturens höga ålder (före antiken). Syftet var att vinna ära åt Sverige som folkens vagga och utgångspunkt för världshistorien. Detta gjorde han genom att okritiskt stapla och kombinera av lärda citat, helst från antika författarna. I sina skrifter, som uppgår till mer än 30, har han företrädesvis behandlat ämnen ur den romerska rätten, och den berömde Christian Nettelbladt i Greifswald ansåg det vara värt att 28 år efter Lundius död på nytt utge sex av dem.
Johan Stiernhöök vågade betvivla de rudbeckianska idéerna i sitt stora verk Om svears och götars forna rätt (i original De jure Sueonum et Gothorum vetusto, utgivet 1673 och i svensk översättning 1981), och vidhöll sin vetenskapliga kritik. Johannes Loccenius gav däremot efter för de politiskt motiverade påtryckningarna och modifierade sina skriver. Lundius utvecklade sedan de fantastiska konstruktionerna vidare till rena fablerna. I en skrift från 1679 hävdade han att grekerna fått sina lagar från götarna och geterna.
När Lundius 1700 utgav Loccenius latinska översättning av Upplandslagen, jämförde han i ett företal de grekiska lagarna med de gotiska och drog av detta slutsatsen, att Sveriges tidigaste lagar stammade från tider långt före Platon. I företalet till sin utgivning av Västgötalagen citerar Lundius ett fragment av Viger Spas flockar, som senare har ansetts vara uppenbart förfalskat. Dokumentet brann dock upp i den stora branden i Uppsala 1702, och Lundius lät ingen annan undersöka det.
Under lång tid åtnjöt Lundius rättshistoriska teorier allmän tilltro i Sverige, i likhet med Olof Rudbecks Atlantica. Det dröjde mer än ett sekel innan en kritisk syn började göra sig gällande. Carl Johan Schlyter var den som fick avgörande betydelse för en kritisk omvärdering av Lundius arbeten. Både vårdslöshet i arbete och de uppenbara osanningarna och falsarierna ledde till hård kritik.
1683 erhöll Lundius ett uppdrag av Karl XI att se även över och rätta Loccenius översättningar av lands- och stadslagarna. Han lyckades själv utverka detta uppdrag med motiveringen att Loccenius på sin dödsbädd skulle ha uttalat en sådan önskan. Såvitt man vet blev detta arbete inte utfört, och Lundius efterföljande beklagde inte detta med tanke på hur han hade gått fram med Loccenius övriga verk. Möjligen förstördes detta arbete vid den stora branden i Uppsala 1702, i likhet med vad som skall ha hänt åtskilliga andra av Lundius verk. Uppdraget gav dock upphov till de Anmärkningar till Lands- och Stadslagarna som han utarbetade 1687 på den korta tiden av sju veckor, enligt Törners uppgift, och som ännu finns i behåll.

### Zamolxis, Agapeti och dokumentförfalskning
Det främsta resultatet av Lundius verksamhet med national-romantisk inriktning var hans omfattande avhandlingen om Zamolxis, med titeln Zamolxis primus Getarum legislator (1687). Han utnyttjat där en stor lärdomsapparat på ett mycket okritiskt sätt för att försöka bekräfta sambandet mellan denna forntidsgestalt och svenska folket, och därmed att den forna svenska rätten hade urgamla anor. Hans andra bekanta huvudarbete av liknande slag är Notæ et observationes in literas pontificis Agapeti II de prerogativa regis upsaliensis (1703), som byggde på Agapetus bulla, en påstådd bulla utfärdad av påven Agapetus II.
I sin avhandling om Zamolxis åberopar Lundius ett pergament som han skulle ha i sin ägo, som på illa skrivet fornspråk intygar dennes verksamhet i Sverige. Lundius begränsade sig alltså inte till fantasifulla inslag i sitt författarskap, utan ägnade sig även åt dokumentförfalskning för att försöka få stöd för sina teser. Han stod länge i nära förbindelse med en känd samlare och förfalskare av historiska dokument, prästen Nils Rabenius (Ahnlund). Agapeti II:s bulla var okänd före Lundius publicerade den, och den utgjordes av en klumpig förfalskning. Lundius utgivning av denna förfalskade bulla var tänkt att avgöra en gammal tvist mellan Danmark och Sverige till svensk förmån, genom att ge den svenske kungens krav en hög ålder. I verket åberopar Lundius sin vän Rabenius och betonar det värdefulla samarbetet mellan dem.
Det har inte kunnat klarläggas om förfalskningarna är Lundius egna, är utförda av Rabenius på egen hand, eller har kommit till i samarbete mellan dom.
Det antas även att Lundius är upphovsman till en falsk isländsk saga, Hjalmars och Hramers, som dök upp i Uppsala 1690. Anledningen till att det antas att Lundius står bakom falsariet är att det har vissa beröringspunkter med hans avhandling om Zamolxis.

## Andra uppdrag
Av större bestående betydelse än hans national-romantiskt präglade skrifter fick hans deltagande i förarbetena till 1734 års lag. Redan i januari 1687 anhöll Lundius hos kungen om att få medverka i lagstiftningsarbetet. Han ville skicka in anmärkningar till de gamla lagarna till Lagkommissionen. Han fick snabbt det önskade uppdraget och kunde en kort tid senare skicka över ett arbete som dels redovisade allmänna principe och dels behandlade särskilda stadganden i de olika balkarna.
Efter att Gustaf Cronhielm 1710 hade blivit ordförande i Lagkommissionen utverkade han ett brev från Karl XII (det anlände i juni 1712), enligt vilket Lundius skulle överse de färdiga balkarna samt upprätta anmärkningar över ordval och språkets beskaffenhet, och på eget bevåg utökade kommissionen uppdraget även till balkarnas innehåll. Redan på hösten 1713 kunde han till Lagkommissionen inlämna sina anmärkningar över tio balkar (giftermålsbalken, ärvdabalken, jordabalken och de straffrättsliga balkarna), och detta utgjorde närmast en ny, självständig redaktionell behandling av dem. Detta arbete fick ett erkännande inom Lagkommissionen som tog en del av hans förslag till sig, som rekommenderade honom hos kungen och som 1714 uppdrog åt honom att överse utsökningsbalken och processordningen, som han också blev färdig med samma år.

### Trolldomsrättegångar i Hälsingland
Lundius gjorde en uppmärksammad juridisk insats i rättegångarna mot kvinnor i Hälsingland som misstänktes för trolldom. Under 1667 hade anklagelser om häxeri och färder till Blåkulla framförts, och lett till dödsdomar i Dalarna. Därefter svepte en liknande våg av anklagelser över Hälsingland. En dömande kommission för rannsakningar i landskapet tillsattes, och inledde sitt arbete i januari 1673 med Gustaf Rosenhane som ordförande, och med Lundius och Anders Stiernhöök (son till Johan Stiernhöök) som medlemmar. Lundius tycks själv ha haft en tro på djävulen, häxor och trolldom, till skillnad från de mera upplysta skeptikerna i hans samtid. Bland annat skulle han och Stiernhöök vid ett tillfälle ha mött mörkrets furste. Detta till trots gjorde han betydande humanitär och juridisk insats i kommissionen. Lundius var väl bekant med den processrättsliga doktrinen och kunde på denna grund kritisera bristerna i förfarandet vid denna typ av processer. I ett utlåtande från 22 jan 1673 påminde han om att människors fantasi kan leda till att de lämnar orimliga uppgifter, och att många utsagor hade varit orimliga, bland annat av religiösa skäl, och att andra hade varit motstridiga. Han krävde också att sedvanliga bevisregler skulle iakttas, vilket innebar att man inte borde godta vittnesberättelser av minderåriga eller av medverkande, och inte använda tortyr i andra fall än då nära nog full bevisning förelåg. Lundius rekommenderade därför stor varsamhet vid bedömningen av de berättelser som lämnades till kommissionen, samt mildhet i domarna.

## Förespråkare av enväldet
Lundius uppträdde också med stor energi det karolinska enväldets och reduktionens förespråkare vid Uppsala universitetet, och i flera skrifter försökte han berättiga detta styrelseskick. Hans lära var teokratisk och var radikalt annorlunda än det som tidigare hävdats vid universitetet, och hans försvar för dessa absolutistiska teorier tog sig ibland märkliga former. Han blev med åren därför en alltmer stridbar företrädare för enväldet.
I en konflikt 1682 med e.o. juris professorn Ericus Aurivillius kritiserade Lundius honom för att i en avhandling ha påpekat den medeltida konungaedens ord om monarkens skyldighet att iaktta all rätt. Enligt Lundius gällde inte den förpliktelsen längre sedan det kungliga enväldet upprättats. Han förklarade vidare att han rätteligen borde ha slitit sönder avhandlingen under själva disputationen mitt för respondentens ögon.
I det allt kärvare intellektuella klimatet fortsatte Lundius att hävda den absoluta konungamaktens gudomliga ursprung, politiska nödvändighet och överensstämmelse med såväl guds lag som Sveriges lag. Särskilt känd för dessa åsikter blev han genom sin föreläsning i mars 1691 som även trycktes som De origine majestatis civilis. Denna avsåg att officiellt inpränta enväldets gudomliga berättigande i ungdomen. När Jakob Arrhenius tre dagar senare presiderade för en avhandling med liknande innehåll, De origine imperii civilis, ledde detta till att Erik Castovius kallades upp att offentligen hävda satsen att konungamakten inte alls ägde ett omedelbart gudomligt ursprung, utan enbart ett medelbart och att den vilade på folkets samtycke och var bunden av offentliga fördrag. Detta kom att orsaka stora problem för Castovius. Det underdåniga fjäsk och den intolerans i lärdomsfrågor som Lundius visade upp i hela denna sak har bidragit mycket negativt till hans eftermäle.
Lundius läror om kungamakten fick dock inte allmänt erkännande ens under Karl XI:s tid. Nils Brahe invände mot dessa idéer i ett brev till Erik Lindschöld och menade att även om kungamakten ytterst kom från gud så kom den dock medelbart från folket. Claes Rålamb invände mot påståendet att konungen inte var bunden av lagar och löften.
Lundius hade också en fanatisk ovilja mot pietismen, som växte fram under 1700-talets första år. Han varnade för splittring samt för pietisternas intolerans och motvilja mot vetenskapliga studier. Under några akademiska strider uppträdde han som inkvisitor och riktade anklagelser mot kollegor för irrlärighet i petistisk inriktning.